# Short Stack
Short Stack var en australisk musikgrupp från New South Wales som bildades 2005 och upplöstes 2012. Bandet bestod av de tre medlemmarna Shaun Diviney, Andy Clemmensen och Bradie Webb.

## Karriär

### 2009:Stack Is the New Black
Deras debutsingel var "Shimmy a Go Go" som släpptes den 27 september 2008. Den 12 oktober 2008 debuterade den på plats 31 på den australiska singellistan. Den 27 februari 2009 släppte de sin andra singel "Princess". Den debuterade på plats 11 på singellistan den 15 mars samma år. Deras tredje singel "Sway, Sway Baby!" släpptes den 19 juli 2009 inför deras kommande debutalbum. Den kom att bli deras mest framgångsrika singel på den australiska singellistan då den debuterade på andra plats.
De släppte sedan sitt debutalbum Stack Is the New Black den 14 augusti 2009. Albumet debuterade på första plats på den australiska albumlistan. Bandet gav även ut "Ladies & Gentlemen" som en fjärde singel från sitt debutalbum den 16 oktober 2009. De släppte sedan EP-skivan Sweet December den 11 december samma år. Skivans enda singel med samma titel, "Sweet December", släpptes samtidigt. Den debuterade som åtta på singellistan.

### 2010:This Is Bat Country
Den 24 september nästa år släpptes en ny låt med titeln "Planets" som den första singeln från deras kommande andra studioalbum. Singeln kom att bli en av deras mest framgångsrika och debuterade den 10 oktober 2010 på fjärde plats på singellistan. Den låg kvar på listan i 16 veckor, längre än någon av deras tidigare låtar hade gjort. I augusti 2012 hade den officiella musikvideon till låten fler än 750 000 visningar på Youtube. Den 24 oktober 2010 släpptes en andra singel inför albumet med titeln "We Dance to a Different Disco, Honey". Den debuterade på plats 43 på singellistan.
Efter det släpptes det andra studioalbumet This Is Bat Country den 12 november 2010. Albumet debuterade på sjätte plats på albumlistan den 28 november och låg kvar på listan i totalt tio veckor. Den 8 april 2011 släpptes "Heartbreak Made Me a Killer" som en tredje singel från albumet.

### Bandet upplöst, ej utgivet album
Den 19 september 2011 släpptes låten "Bang Bang Sexy" som singel, möjligen inför ett tredje studioalbum. Det avslöjades senare att ett tredje studioalbum med titeln Art Vandelay var planerat att släppas år 2012 men det kom aldrig då bandet upplöstes den 30 mars 2012. Deras sista musikvideo var för låten "S.O.U.L", möjligen menad som en andra singel från Art Vandelay, som laddades upp på deras officiella Youtube-kanal den 29 mars, dagen innan de meddelade att de skulle sluta göra musik tillsammans.

## Diskografi

### Album
- 2009 - Stack Is the New Black
- 2010 - This Is Bat Country
- 2012 - Art Vandelay (Släpptes aldrig)

### Singlar
- 2008 - "Shimmy a Go Go"
- 2009 - "Princess"
- 2009 - "Sway, Sway Baby!"
- 2009 - "Ladies & Gentlemen"
- 2009 - "Sweet December"
- 2010 - "Planets"
- 2010 - "We Dance to a Different Disco, Honey"
- 2011 - "Heartbreak Made Me a Killer"
- 2011 - "Bang Bang Sexy"